# Občina Podlehnik
Občina Podlehnik (slovinsky Občina Podlehnik, německy Gemeinde Lichtenegg) je jednou z 212 občin ve Slovinsku. Nachází se v Podrávském regionu na území historického Dolního Štýrska. Občinu tvoří 13 sídel, její rozloha je 46,0 km² a k 1. lednu 2017 zde žilo 1 880 obyvatel. Správním střediskem občiny je vesnice Podlehnik.

## Členění občiny
Občina se dělí na sídla: Dežno pri Podlehniku, Gorca, Jablovec, Kozminci, Ložina, Podlehnik, Rodni Vrh, Sedlašek, Spodnje Gruškovje, Stanošina, Strajna, Zakl, Zgornje Gruškovje.